# Marco Sanchez
Marco Sanchez (Los Angeles, 9 gennaio 1970) è un attore, cantante e sceneggiatore statunitense.

## Biografia
Figlio di immigrati cubani, Sanchez ha recitato in più di 50 film ed in molte serie televisive famose come: Streghe, NCIS - Unità anticrimine, JAG - Avvocati in divisa, Renegade (serie televisiva), Bones, The Mentalist, Law e Order: Los Angeles.
Nel 1999 è stato protagonista assoluto insieme all'amico James Wlcek della serie televisiva di breve durata Sons of Thunder, spin-off di Walker Texas Ranger. Questo è il ruolo per il quale viene maggiormente ricordato, perché nella maggior parte dei progetti o delle serie televisive che ha aderito ha assunto un ruolo secondario o di contorno.
Marco Sanchez è stato anche coinvolto per un ruolo di contorno nei film di successo Super 8 e Into Darkness - Star Trek.

## Filmografia parziale

### Cinema
- Gunsmoke: The Long Ride, regia di Jerry Jameson – film TV (1993)
- Una ragazza in trappola (Fall Into Darkness), regia di Mark Sobel – film TV, (1996)
- The Last Debate, regia di John Badham – film TV, (2000)
- My Wonderful Life, regia di Andy Cadiff – film TV (2002)
- Un sogno, una vittoria (The Rookie), regia di John Lee Hancock (2002)
- Between the Sheets, regia di Michael DeLuise – film TV (2003)
- Illusion, regia di Michael A. Goorjian (2004)
- Edison City (Edison), regia di David J. Burke (2005)
- Flirt, regia di Barry Wernick (2006)
- Richard III, regia di Scott Anderson (2007)
- Tyrannosaurus Azteca, regia di Brian Trenchard-Smith (2007)
- Cat City, regia di Brent Huff (2008)
- Diamond & Guns, regia di Chris Dollard e Renée O'Connor (2008)
- Rehab for Rejects, regia di Jacob Cooney – film TV (2009)
- Super 8, regia di J. J. Abrams (2011)
- My Greatest Teacher, regia di Michael Goorjan (2012)
- Tales of Everyday Magic, regia di Michael A. Goorjian (2012)
- Into Darkness - Star Trek, regia di J. J. Abrams (2013)
- La donna più odiata d'America (The Most Hated Woman in America), regia di Tommy O'Haver (2017)

### Televisione
- California (Knots Landing) – serie TV, 4 episodi (1990-1991)
- CBS Schoolbreak Special - 1 episodio (1991)
- L'ispettore Tibbs (In the Heat of the Night) – serie TV, episodio 5x06 (1991)
- Pacific Station  - serie TV, 1 episodio (1991)
- Flying Blind - serie TV, 1 episodio (1992)
- SeaQuest DSV – serie TV, 44 episodi (1993-1995)
- First Time Out - serie TV, 1 episodio (1995)
- Sposati... con figli (Married... with Children) – serie TV, episodio 10x02 (1995)
- Cinque in famiglia (Party of Five) – serie TV, episodio 2x11 (1996)
- La signora in giallo (Murder, She Wrote) – serie TV, episodio 12x13 (1996)
- Nick Freno (Nick Freno: Licensed Teacher) – serie TV, 1 episodio (1997)
- Pacific Blue – serie TV, episodio 3x11 (1997)
- Walker Texas Ranger (Walker, Texas Ranger) – serie TV, 16 episodi (1996-1998)
- Sons of Thunder – serie TV, 6 episodi (1997)
- JAG - Avvocati in divisa (JAG) – serie TV, episodio 5x14 (2000)
- Jarod il camaleonte (The Pretender) – serie TV, episodio 4x12 (2000)
- V.I.P.  – serie TV, episodio 2x21 (2000)
- Streghe (Charmed) – serie TV, episodio 3x12 (2001)
- The Division – serie TV, 3 episodi (2001)
- Providence – serie TV, 1 episodio (2002)
- 24 – serie TV, episodio 3x08 (2003)
- E.R. - Medici in prima linea (ER) – serie TV, episodio 9x21 (2003)
- Star Trek: Enterprise - serie TV, episodio 3x01 (2003)
- CSI: NY – serie TV, episodio 1x13 (2005)
- Hot Properties – serie TV, 1 episodio (2005)
- Inconceivable - serie TV, 1 episodio (2005)
- Love, Inc. – serie TV, 1 episodio (2005)
- Criminal Minds – serie TV, 2 episodi (2006,2019)
- Desperate Housewives – serie TV, episodio 3x05 (2006)
- Ghost Whisperer - Presenze (Ghost Whisperer) – serie TV, 2 episodi (2006)
- CSI: Miami – serie TV, episodio 5x16 (2007)
- Due uomini e mezzo (Two and a Half Men) – serie TV, episodio 4x12 (2007)
- In Case of Emergency - Amici per la pelle – serie TV, episodio 1x08 (2007)
- Bones – serie TV, episodio 4x14 (2009)
- Dollhouse - serie TV, episodio 1x12 (2009)
- The Mentalist – serie TV, episodio 1x13 (2009)
- NCIS - Unità anticrimine (NCIS) – serie TV, 7 episodi (2010-2018)
- Law & Order: LA – serie TV, episodio 1x20 (2011)
- Morbid Minutes – serie TV, 1 episodio (2011)
- I fantasmi di Bedlam (Bedlam) – serie TV, 1 episodio (2012)
- La vita segreta di una teenager americana (The Secret Life of the American Teenager) – serie TV, 2 episodi (2013)
- Switched at Birth - Al posto tuo (Switched at Birth) – serie TV, episodio 2x17 (2013)
- The Client List - Clienti speciali (The Client List) – serie TV, 6 episodi (2013)
- Murder in the First – serie TV, episodio 1x04 (2014)
- Rake – serie TV, 1x10 (2014)
- CSI: Cyber – serie TV, episodio 2x02 (2015)
- Rosewood – serie TV, episodio 1x13 (2016)
- Sing It – serie TV, 10 episodi (2016)
- Lucifer – serie TV, episodio 3x03 (2017)
- MacGyver – serie TV, episodio 2x01 (2017)
- Training Day – serie TV, episodio 1x09 (2017)
- 9-1-1 – serie TV, episodio 1x09 (2018)
- Get Shorty – serie TV, 2 episodi (2018)
- Ci mancava solo Nick (No Good Nick) – serie TV, 3 episodi (2019)

## Doppiatori italiani
Nelle versioni in italiano delle opere in cui ha recitato, Marco Sanchez è stato doppiato da:
- Enrico Di Troia in Criminal Minds (ep. 2x14), NCIS - Unità anticrimine (st. 7-8)
- Giorgio Locuratolo in CSI: NY
- Stefano Billi in Desperate Housewives
- Gianfranco Miranda in Ghost Whisperer - Presenze
- Lucio Saccone in CSI: Miami
- Luigi Ferraro in Due uomini e mezzo
- Mauro Gravina in The Mentalist
- Andrea Lavagnino in NCIS - Unità anticrimine (ep. 11x24, 15x22)
- Nicola Braile in Criminal Minds (ep. 14x15)
- Pasquale Anselmo in Lucifer
- Edoardo Nordio in 9-1-1